# Gérald Genta

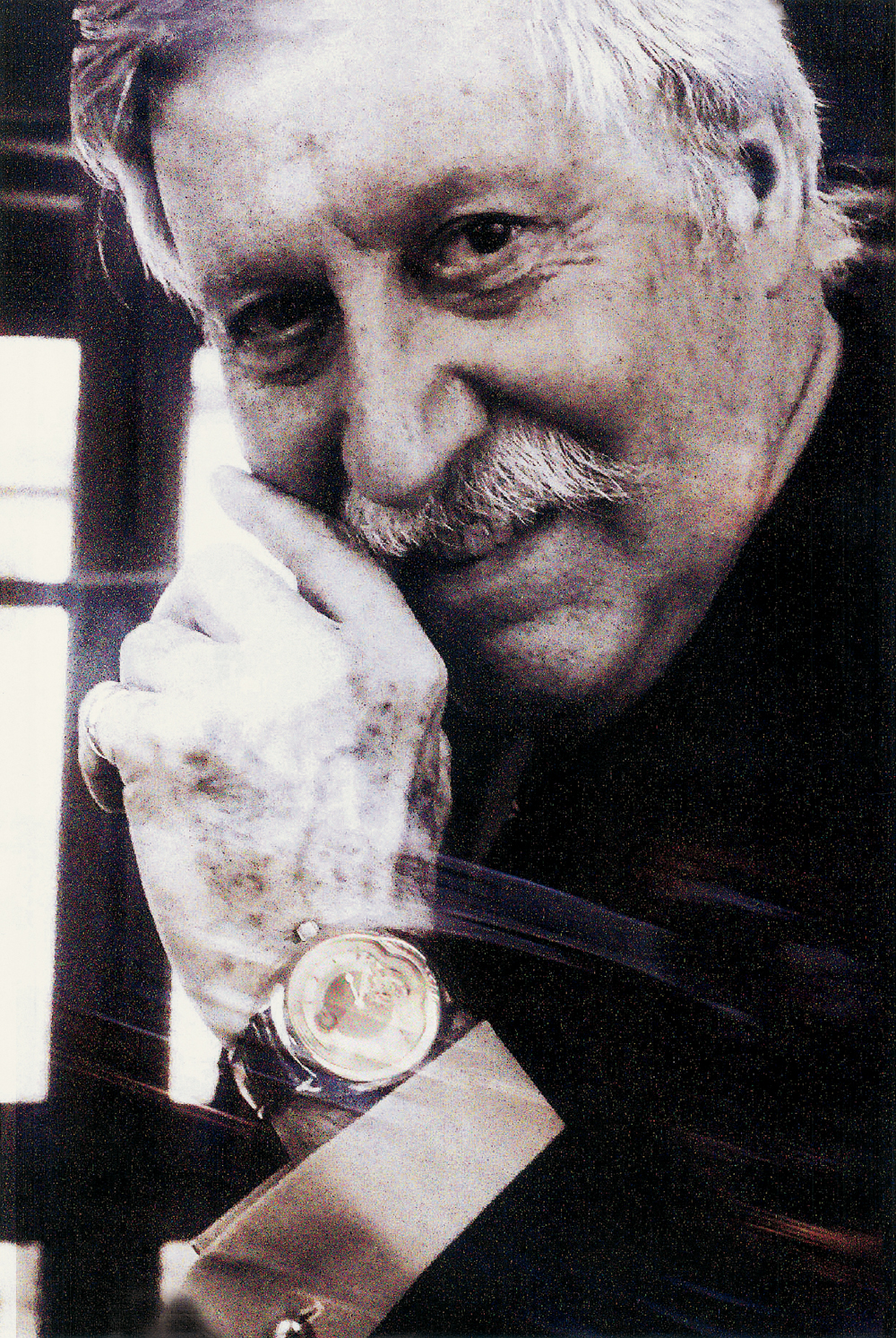
Gérald Genta

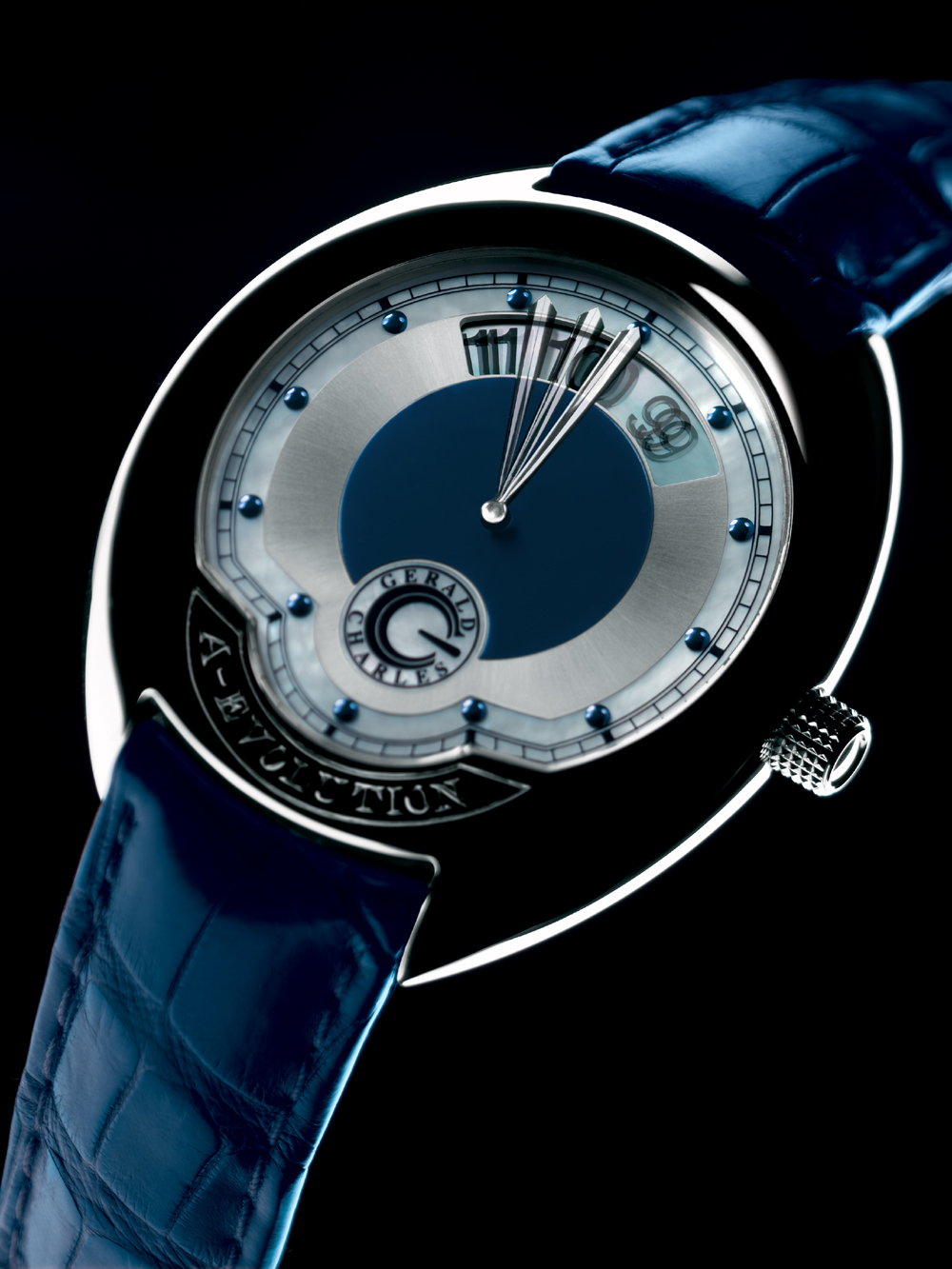
Evolution

Gérald Charles Genta (* 1. Mai 1931 in Genf, Schweiz; † 17. August 2011) war ein Schweizer Uhrendesigner.

## Leben
Genta wurde 1931 in Genf als Sohn eines Italieners und einer Schweizerin geboren. Er machte eine Lehre als Schmuck-Designer, die er 1951 mit dem Eidgenössischen Diplom abschloss. Seit 1961 bezeichnete er sich selbst als ersten Uhren-Designer der Welt und arbeitete für verschiedene Uhrenmarken.
1969 gründete er seine eigene Marke Gérald Genta. 1981 entwarf Genta die «Evolution», eine automatische Minuten-Repetition in einem nur 2,72 mm hohen Gehäuse. 1994 entwarf er mit der «Grande Sonnerie» die weltweit komplizierteste Armbanduhr (Preis etwa eine Million Dollar).
Da er sich als Handwerker sah, verkaufte er 1998 seine Marke an einen asiatischen Konzern, der sie kurz darauf an die Bulgari-Gruppe weiterverkaufte, und widmete sich fortan der Malerei. 2001 gründete er die Marke Gérald Charles und produzierte wieder Uhren.
Insgesamt entwarf Genta in fünfzig Jahren über hundert verschiedene Uhrenmodelle.

## Referenzmodelle
- Constellation – Omega (1959)
- King Midas – Rolex (1960er Jahre)
- Royal Oak – Audemars Piguet (1972)
- Ingenieur – International Watch Company (1975)
- Nautilus – Patek Philippe (1976)
- Pasha – Cartier (1985)
- Bulgari-Bulgari & Rettangolo – Bulgari
- Riviera – Baume & Mercier

## Nachkommenschaft und Erbe
Évelyne Genta, seine Frau und Geschäftspartnerin, gründete 2019 den Verein Gérald Genta Heritage, um das Andenken und den außergewöhnlichen Beitrag von Gérald Genta für die Welt der Uhrmacherei zu bewahren und um junge Talente zu ermutigen und zu unterstützen, ihre Fähigkeiten dort zu perfektionieren.